# ماريو كول
ماريو كول (بالإسبانية: Mario Coll) هو لاعب كرة قدم كولومبي في مركز الوسط، ولد في 20 أغسطس 1960 في بوكارامانغا في كولومبيا. شارك مع منتخب كولومبيا لكرة القدم. أما مع النوادي، فقد لعب مع أتلتيكو جونيور وأمريكا دي كالي ونادي ميلوناريوس.

## وصلات خارجية
- ماريو كول على موقع قاعدة بيانات كرة القدم.إي يو (الإنجليزية)
- ماريو كول على موقع ناشيونال فوتبول تيمز (الإنجليزية)